# Camp Point
Camp Point es una villa ubicada en el condado de Adams en el estado estadounidense de Illinois. En el Censo de 2010 tenía una población de 1132 habitantes y una densidad poblacional de 485,63 personas por km².

## Geografía
Camp Point se encuentra ubicada en las coordenadas 40°2′17″N 91°3′58″O / 40.03806, -91.06611. Según la Oficina del Censo de los Estados Unidos, Camp Point tiene una superficie total de 2.33 km², de la cual 2,33 km² corresponden a tierra firme y (0 %) 0 km² es agua.

## Demografía
Según el censo de 2010, había 1132 personas residiendo en Camp Point. La densidad de población era de 485,63 hab./km². De los 1132 habitantes, Camp Point estaba compuesto por el 97,97 % blancos, el 0,18 % eran afroamericanos, el 0,35 % eran amerindios, el 0,18 % eran asiáticos, el 0,18 % eran de otras razas y el 1,15 % eran de una mezcla de razas. Del total de la población el 0,88 % eran hispanos o latinos de cualquier raza.